# Coniochaeta pilifera
Coniochaeta pilifera är en svampart som tillhör divisionen sporsäcksvampar, och som först beskrevs av A.Bayer, och fick sitt nu gällande namn av Nils G. Lundqvist. Coniochaeta pilifera ingår i släktet Coniochaeta, och familjen Coniochaetaceae. Arten är reproducerande i Sverige.